# Marianne Bernadotte
Pour les articles homonymes, voir Bernadotte et Lindberg.
Marianne Bernadotte (née Lindberg, ex-Tchang), princesse Bernadotte et comtesse de Wisborg, est née le 15 juillet 1924 à Helsingborg et morte le 16 mai 2025 à Stockholm. Actrice, icône de la mode et philanthrope, elle devient membre de la famille royale de Suède à la suite de son mariage, en 1961, avec Sigvard Bernadotte, deuxième fils du roi Gustave VI Adolphe.
Après la mort de Gunnila Bernadotte en 2016, elle est la dernière tante survivante du roi Charles XVI Gustave de Suède, de la reine Margrethe II de Danemark et de la reine Anne-Marie de Grèce. Le 23 janvier 2022, elle devient, à 97 ans et 192 jours, le membre de la famille royale suédoise ayant vécu le plus longtemps, surpassant sa belle-sœur, la princesse Lilian.
Marianne Bernadotte s'est distinguée par ses actions en faveur de causes comme la dyslexie, les handicaps physiques et les soins ophtalmologiques pour les enfants, ainsi que par son action de mécène.

## Famille
Gullan Marianne Lindberg naît et grandit à Helsingborg, en Suède. Elle est la fille de Helge Lindberg (1898-1978) et de son épouse Thyra Dahlman (1900-1995). Ses parents divorcent lorsqu'elle n'est encore qu'une enfant. Élevée par sa mère, elle perd le contact avec son père pendant de nombreuses années.
En 1947, alors qu'elle est élève de la Dramatens, elle épouse en premières noces Gabriel « Toto » Tchang (1919-1980), fils d'un ancien ambassadeur de Chine en Suède, dont elle divorce en 1957. Ils ont trois enfants :
- Robert Gabriel Tchang (1948-2012) ;
- Richard Antoine Tchang (1950-1952) ;
- Marie Gabrielle « Marielle » Tchang, épouse Lagergren (1953).

Le 30 juillet 1961, à Stockholm, Marianne Lindberg épouse en secondes noces le prince suédois Sigvard Bernadotte (1907-2002), deuxième fils du roi Gustave VI Adolphe (1882-1973) et de sa première épouse, la princesse Margaret de Connaught (1882-1920). Leur union reste sans postérité.

## Biographie
Marianne Bernadotte étudie de 1945 à 1948 à la Dramatens elevskola. Après sa formation, elle travaille pendant onze ans comme actrice au théâtre dramatique royal de Stockholm sous le nom de Marianne Lindberg. En 1983, Marianne Bernadotte est diplômée en histoire de l'art de l'université de Stockholm.
Marianne Bernadotte est présidente d'honneur de la Fondation suédoise pour la dyslexie. Son frère, Rune Lindberg, a souffert de dyslexie avant que ce problème ne soit reconnu, ce qui, ajouté à la découverte, bien plus tard, que des membres de la famille royale suédoise souffraient également de cette maladie, a suscité son intérêt pour le sujet. La mort de son deuxième fils, devenu aveugle avant de décéder des suites de complications liées à la vaccination, a également renforcé son intérêt pour les soins oculaires des enfants et les problèmes connexes rencontrés dans de nombreux cas de dyslexie. À son initiative, la Fondation de recherche Sigvard et Marianne Bernadotte est créée en 1990. Elle lance une initiative similaire pour la création d'une fondation internationale, à New York, et crée les Laboratoires de recherche en ophtalmologie pédiatrique Sigvard et Marianne Bernadotte à l'institut Karolinska. En 1998, elle reçoit le titre de docteur honoris causa du département médical de l'institut.
Marianne est également une mécène des arts, notamment à travers le Fonds artistique Marianne et Sigvard Bernadotte, qu'elle a créé en 1982 à l'occasion du 75e anniversaire de son époux et qui remet des bourses destinées à aider les débuts de carrière d'étudiants en stylisme, en théâtre, en musique et en arts.
Les choix vestimentaires de Marianne Bernadotte sont souvent appréciés et salués par les grands créateurs suédois comme Pär Engsheden (sv) et Christer Lindarw (en). En 2017, le Millesgården organise une exposition de quatre mois présentant un grand nombre des pièces les plus précieuses et les plus uniques de la garde-robe haute couture de Marianne Bernadotte (Chanel, Balmain, Dior) depuis les années 1960. L'exposition est inaugurée par sa petite-nièce, la princesse héritière Victoria de Suède.
À la mort de Gunnila Bernadotte en 2016, elle devient la dernière tante survivante du roi Charles XVI Gustave de Suède, de la reine Margrethe II de Danemark et de la reine Anne-Marie de Grèce. Le 23 janvier 2022, elle devient, également, le membre de la famille royale suédoise ayant vécu le plus longtemps, surpassant sa belle-sœur, la princesse Lilian, duchesse de Halland, décédée en 2013 à l'âge de 97 ans. Marianne Bernadotte fête son 100e anniversaire en juillet 2024.
Marianne Bernadotte meurt le 16 mai 2025 à Stockholm, à l'âge de 100 ans.

## Distinctions
- Suède : Récipiendaire de la médaille du 85e anniversaire du roi Gustave VI Adolphe ;
- Suède : Récipiendaire de la médaille du 50e anniversaire du roi Charles XVI Gustave ;
- Suède : Récipiendaire de la médaille du mariage de la princesse héritière Victoria et de Daniel Westling ;
- Suède : Récipiendaire de la médaille du jubilé de rubis du roi Charles XVI Gustave ;
- Suède : Récipiendaire de la médaille du 70e anniversaire du roi Charles XVI Gustave.

## Filmographie
- 1956 : Une maison de poupée (Ett dockhem) d'Anders Henrikson.